# Boxströmmen
Boxströmmen är ett sund i Finland. Det ligger i Raseborg i landskapet Nyland, i den södra delen av landet, 80 km väster om huvudstaden Helsingfors.
Boxströmmen ligger mellan Degerölandet i norr och Torsö i söder. Det binder samman Leden i väster med Saltsjön i öster.  Boxströmmen är en del av inre leden, en inomskärsfarled från Lappvik i Hangö till Barösund.